# Henrik från Nördlingen
Henrik från Nördlingen, var en tysk mystiker vid mitten av 1300-talet.
Henrik var präst, bland annat en tid i Nördlingen, och stod i förbindelse med de mystiska kretarna, "Gudsvännerna" kring Johannes Tauler, Henrik Suso och andra och för vilkas sammanslutning han särskilt verkade. Mest känd är han genom sin brevväxling med Margareta Ebner.